# 彼得·门萨
彼得·门萨（英語：Peter Mensah，1959年08月27日—）是加纳裔英国演员，曾参演《烈日風暴》、《300壯士：斯巴達的逆襲》、《死亡空间》、Starz播映的电视剧《斯巴达克斯：血与沙》、《競技場之神》和《斯巴达克斯：复仇》，以及動作電影《神鬼戰士2》。
曼薩赫在童年時期就與父母及兩個妹妹搬至英國生活，並從六歲起就學習武術，受此影響他接演的作品大多為動作電影。

## 电影
- 2001年：《星际公敌》
- 2003年：《烈日風暴》
- 2007年：《300壯士：斯巴達的逆襲》饰 波斯使者
- 2006年：《The Seed》
- 2008年：《無敵浩克》
- 2009年：《阿凡达》
- 2013年：《變形金剛:狩魔之戰》
- 2014年：《300勇士：帝国崛起》
- 2016年：《凱文·哈特：現在要怎樣？》
- 2018年：《魔蠍大帝5：靈魂之書》
- 2021年：《特種部隊：蛇眼之戰》
- 2024年：《神鬼戰士2》

## 电视剧
- 1999年：泰星來客
- 2005年：星艦前傳
- 2008年：終結者外傳
- 2010年：斯巴达克斯：血与沙
- 2011年：斯巴達克斯：競技場之神
- 2012年：斯巴达克斯：复仇
- 2012年：真愛如血
- 2013年：斯巴达克斯：诅咒之战
- 2013年：火线警告
- 2013年：變形金剛：領袖之證
- 2013年：變形金剛：狩魔之戰
- 2015-16年：沉睡谷